# Comuna Oleșîn, Hmelnîțkîi
Oleșîn (în ucraineană Олешин) este o comună în raionul Hmelnîțkîi, regiunea Hmelnîțkîi, Ucraina, formată din satele Cerepova, Ivankivți, Oleșîn (reședința) și Velîka Kalînivka.

## Demografie
Componența lingvistică a comunei Oleșîn
     Ucraineană (97,2%)
     Rusă (2,44%)
     Alte limbi (0,13%)
Conform recensământului din 2001, majoritatea populației comunei Oleșîn era vorbitoare de ucraineană (97,2%), existând în minoritate și vorbitori de rusă (2,44%).